# Roger Taylor: Best
Roger Taylor: Best è una raccolta di Roger Taylor, pubblicata il 27 ottobre 2014.

## Descrizione
Roger Taylor: Best è la prima raccolta di successi da solista del batterista dei Queen Roger Taylor, ed è stata pubblicata un anno dopo The Lot, cofanetto in cui erano contenuti tutti i brani scritti e registrati da Taylor al di fuori della sua esperienza con i Queen. Se The Lot è un cofanetto totalizzante per la mole di dischi che offre al suo interno, Roger Taylor: Best è una sintesi dei brani migliori del batterista. Le tracce in Best sono proposte in ordine cronologico, per anno di registrazione (I Wanna Testify è uscito come singolo nell'agosto 1977, mentre Sunny Day è un singolo del disco Fun on Earth) e per album in cui appaiono per la prima volta.

## Tracce
Testi e musiche di Roger Taylor, tranne dove indicato.
1. Future Management (You Don't Need Nobody Else) – 2:56
2. I Wanna Testify – 3:45 (D. Taylor, G. Clinton, R. Taylor)
3. Let's Get Crazy – 3:42
4. Magic Is Loose – 3:24
5. Strange Frontier – 4:15
6. Man On Fire – 4:05
7. Beautiful Dreams – 4:24
8. Nazis 1994 – 2:37
9. Foreign Sand (feat. Yoshiki) – 6:52 (R. Taylor, Yoshiki)
10. Everybody Hurts Sometime – 3:02
11. Happiness – 3:26
12. Surrender – 3:39
13. Where Are You Now? – 4:51
14. A Nation of Haircuts – 3:32
15. Tonight – 3:46
16. No More Fun – 4:20
17. The Unblinking Eye (Everything Is Broken) (Single Version) – 6:10
18. Sunny Day – 3:37

## Formazione
- Roger Taylor - voce, chitarra (tracce 1-11, 15, 17-18), basso (tracce 1-8, 10-11, 15-17), tastiere, stilofono (traccia 17)
- Phil Chen - basso (traccia 9)
- Yoshiki - arrangiamenti, batteria, piano e synth (traccia 9)
- Jim Cregan - chitarra (traccia 9)
- Mike Crossley - piano (traccia 11)
- Jason Falloon - chitarra (tracce 12, 13, 16)
- Keith Airey - chitarra (traccia 14)
- Keith Prior - batteria (traccia 14, 15)
- Steve Barnacle - basso (tracce 12-14)
- Jonathan Perkins - tastiere e voce addizionale (traccia 12), organo e cori (traccia 18)
- Treana Morris - voce addizionale (traccia 12)
- Spike Edney - tastiere (traccia 18)
- Kevin Jeffries - basso (traccia 18)
- Nicola Robins - violino (traccia 18)